# Air Thanlwin
Air Thanlwin (bis September 2019 Yangon Airways) ist eine myanmarische Fluggesellschaft mit Sitz in Rangun und Basis auf dem Rangun International Airport.

## Geschichte
Yangon Airways wurde 1996 als Joint Venture zwischen Myanma Airways und der thailändischen Krong-Sombat Co. gegründet. Von 1997 bis 2005 übernahm MHE-Mayflower Co. schrittweise alle Anteile der Fluggesellschaft und ist somit alleiniger Inhaber von Yangon Airways. Der Name der Fluggesellschaft entstammt dem offiziellen Namen Ranguns: Yangon. Zum 1. Oktober 2019 änderte die Fluggesellschaft ihren Namen in Air Thanlwin.

## Flugziele
Air Thanlwin fliegt von Rangun und anderen Flughäfen Ziele innerhalb von Myanmar an.

## Flotte
Mit Stand Mai 2025 besteht die Flotte der Air Thanlwin aus vier Flugzeugen mit einem Durchschnittsalter von 23,1 Jahren:
| Flugzeugtyp | Luftfahrzeugkennzeichen | Anmerkungen | Sitzplätze |
| ----------- | ----------------------- | ----------- | ---------- |
| ATR 72-212  | XY-AIM                  |             | 70         |
| ATR 72-212  | XY-AIN                  |             | 70         |
| ATR 72-500  | XY-AJI                  |             | 70         |
| ATR 72-500  | XY-AJN                  |             | 70         |